# Mały Nikita
Mały Nikita – amerykański film fabularny z 1988 roku w reżyserii Richarda Benjamina. Film nakręcono w San Diego.

## Fabuła
Młody Jeff składa podanie do szkoły wojskowej. Podczas przeglądu podania, agent FBI, Roy Parmenter, znajduje w nim informację o śmierci rodziców Jeffa. Zaczyna nabierać podejrzeń, co do chłopaka.

## Obsada
- Sidney Poitier jako agent Roy Parmenter
- Richard Jenkins jako Richard Grant
- Caroline Kava jako Elizabeth Grant
- Richard Bratford jako Karpov
- Loretta Devine jako Verna
- Lucy Deakins jako Barbara Kerry
- Robert Madrid jako sierżant Leathers
- River Phoenix jako Jeff Grant